# 黑盐池
黑盐池也作黑盐湖，是一个位于中国内蒙古自治区阿拉善盟阿拉善左旗超格图呼热苏木境内的内流干盐湖，位于超格图呼热苏木政府驻地西北约47千米的腾格里沙漠中，湖面海拔1316.00米，面积5.0平方千米。黑盐池有芒硝、石盐等资源，目前采矿权为阿拉善左旗查汗池盐业有限责任公司所有。